# Comité Olímpico de Nigeria
El Comité Olímpico de Nigeria (CON) es el Comité Olímpico Nacional de Nigeria, responsable de coordinar y apoyar a los competidores nigerianos en los Juegos Olímpicos. También es el organismo responsable de la representación de Nigeria en los Juegos de la Mancomunidad.

## Liderazgo
El presidente del CON para el 2011 era Sani Ndanusa, quien había sido ministro del deporte del 17 de diciembre de 2008 al 17 de marzo de 2010. Ndanusa dijo que aspiraba a ser presidente del CON cuando fue ministro del deporte, pero en noviembre de 2009, el comité de selección del CON lo descalificó con base de que los documentos que había presentado eran supuestamente "falsificados, alterados y sin fecha". Para ser elegible como Presidente del CON, el candidato debía trabajado durante cuatro años en un puesto ejecutivo en una federación deportiva internacional. El CON dijo que Ndanusa aún no había servido como vicepresidente de la Confederación Africana de Tenis durante cuatro años y alegó que su elección como presidente de la Federación de Tenis de Nigeria no era válida ya que no asistió a la elección.
Ndanusa respondió suspendiendo al presidente titular del CON, Habu Gumel, de su puesto como presidente de la Federación de voleibol de Nigeria y estableciendo una comisión de investigación sobre las denuncias. Fue elegido en septiembre de 2010 para reemplazar al expresidente Habu Gumel, y Tunde Popola fue elegido como secretario general con 21 votos contra dos votos para el titular Banji Oladapo. Al principio, el COI declaró que la elección no era válida ya que el presidente saliente y el Secretario General del CON no habían estado presentes.
Se realizó una segunda elección en la que Ndanusa fue el único candidato y el COI aceptó el resultado.

## Actividades
Debido a un número de crecer de casos de tribunal relacionó a deportes en Nigeria, en enero de 2011 el NOC empezó el proceso para establecer una rama local del Tribunal de Arbitraje para Deporte.
Ingeniero Sani Ndanusa dijo "somos altamente perturbados por el número de casos de tribunal en deportes nigerianos. Si no comprobamos este incidente feo, deportes nigerianos deslizamiento al valle".
El 5 de julio de 2011, el CON volvió a retrasar la inauguración de la nueva junta directiva de la Federación de Rugbi de Nigeria (NRFF) cuando los miembros claves de la junta de la NRFF no se presentaron. El 14 de julio de 2011, el CON finalmente reunió a las partes enemigas de NRFF, inaugurando una nueva junta directiva. El escriba del CON, el Honorable Tunde Popoola se secó las lágrimas en la ceremonia.
Nigeria tuvo un desempeño pobre en los Juegos Panafricanos en septiembre de 2011 en Maputo, Mozambique, quedando en tercer lugar después de Sudáfrica y Egipto. Sin embargo, el vicepresidente de NOC, Jonathan Nnaji, dijo que esto se debió a una selección arbitraria de eventos por parte del organizador, excluyendo deportes como el levantamiento de pesas, lucha y levantamiento de potencia en los que Nigeria sobresale tradicionalmente. Dijo que los resultados no deben tomarse como indicadores del desempeño del país en los Juegos Olímpicos. En octubre de 2011, las Super Águilas, el equipo nacional de fútbol de Nigeria, fue expulsada de la Copa Africana de Naciones del 2012 que se celebró en Guinea Ecuatorial y en Gabón. Sani Ndanusa, presidente del CON, solicitó una capacitación más temprana e intensa para garantizar el éxito en futuras competiciones.

## Olímpiadas de 2012
En enero de 2011, el CON anunció que había elegido la Universidad de Loughborough como campo de entrenamiento para el Equipo de Nigeria antes de los Juegos Olímpicos de Londres 2012, lugar que también serían utilizados por los atletas japoneses.
En junio de 2011, el CON firmó un acuerdo para que su equipo se capacite en la Universidad de Surrey.
Hablando en la ceremonia de firma del contrato, Ndanusa dijo que Nigeria estaba lista para enfrentar al mundo. Dijo que "en los últimos Juegos Olímpicos, hemos estado participando, pero en el 2012 competiremos con otras naciones".
En julio de 2011, Servicios Integrados Youdees S.A. (YISL) fue nombrado Socio Oficial del CON para gestionar el programa de promociones comerciales de los Juegos Olímpicos de 2012. Los consultores de mercado debían reubicar la organización y recaudar fondos para los Juegos de 2012 en Londres. Ese mes se anunció una asociación entre el Banco Industrial y el Comité Olímpico de Nigeria. El objetivo era explotar todas las oportunidades de negocios que estarían disponibles antes, durante y después de los Juegos Olímpicos de Londres 2012. La directora ejecutiva del banco, Evelyn Oputu, dijo que "el proyecto proporcionará empleos, expondrá oportunidades de inversión y creará la nueva imagen que queremos para Nigeria".
En agosto de 2011, el CON dijo que tenía un presupuesto de $ 220000 con el objetivo de obtener 11 medallas de oro en los Juegos Olímpicos de 2012. El CON dijo que 11 atletas recibirían cada uno $ 4000 cada tres meses antes de los juegos, y esos pagos comenzaron un mes anterior. Los atletas no fueron nombrados, pero fueron seleccionados de atletismo, levantamiento de pesas, piragüismo y taekwondo.

## Afiliaciones
El NOC está afiliado al Comité Olímpico Internacional (COI) y es miembro de la Asociación de Comités Olímpicos Nacionales (ANOC) y la Asociación de Comités Olímpicos Nacionales de África (ANOCA). Las organizaciones afiliadas en Nigeria son:
- Federación de Boxeo Aficionado de Nigeria
- Federación de Lucha Amateur de Nigeria
- Federación de Atletismo de Nigeria
- Federación de Béisbol y Sofbol de Nigeria
- Federación de Ciclismo de Nigeria
- Federación de Esgrima de Nigeria
- Federación de Fútbol de Nigeria
- Federación de Gimnasia de Nigeria
- Federación de Hockey de Nigeria
- Federación de Rugbi de Nigeria
- Asociación de Tenis de Mesa de Nigeria
- Federación de Taekwondo de Nigeria
- Federación de Tenis de Nigeria
- Federación de Halterofilia de Nigeria
- Federación de Patinaje de Nigeria